# Такмаково
Такма́ково (тат. Тәкмәк) — деревня в Актанышском районе Республики Татарстан, в составе Верхнеяхшеевского сельского поселения.

## История
В «Списке населенных мест по сведениям 1870 года», изданном в 1877 году, населённый пункт упомянут как деревня Токмакова 1-го стана Мензелинского уезда Уфимской губернии. Располагалась при речке Улеймене, по правую сторону почтового тракта из Мензелинска в Бирск, в 50 верстах от уездного города Мензелинска и в 18 верстах от становой квартиры в деревне Поисева. В деревне, в 76 дворах жили 414 человек (214 мужчин и 200 женщин, башкиры, татары), была мечеть. Жители занимались земледелием, скотоводством, плотничеством, пилкой леса.

## Население
| 1816 | 1859 | 1870 | 1884 | 1897 | 1906 | 1913 | 1920 | 1926 | 1938 | 1949 | 1958 | 1970 | 1979 | 1989 | 2002 | 2010 | 2015 |
| ---- | ---- | ---- | ---- | ---- | ---- | ---- | ---- | ---- | ---- | ---- | ---- | ---- | ---- | ---- | ---- | ---- | ---- |
| 99   | 356  | 414  | 544  | 471  | 707  | 548  | 522  | 298  | 330  | 129  | 315  | 286  | 221  | 153  | 112  | 107  | 100  |

Национальный состав села: татары.